# 音好宏
音 好宏（おと よしひろ、1961年10月2日 - ）は、日本の社会学者。上智大学文学部新聞学科教授。専門はメディア論。株式会社BSフジ放送番組審議会委員。株式会社インタラクティーヴィ放送番組審議会委員。放送批評懇談会理事長。株式会社囲碁将棋チャンネル番組審議会委員。　北海道生まれ。

## 略歴
- 琉球大学法文学部経済学科卒業。上智大学大学院文学研究科新聞学専攻博士後期課程単位取得満期退学。
- 日本民間放送連盟研究所勤務後、1994年より上智大学専任講師、その後助教授を経て現職。
- 2000年から2001年までコロンビア大学東アジア研究所客員研究員。この時、ニューヨークでアメリカ同時多発テロ事件を目の当たりにする。

## 著書

### 単著
- 『放送メディアの現代的展開: デジタル化の波のなかで』（ニューメディア、2007年）ISBN 4931188346

### 共編著
- （小関健）『グローバル･メディア革命』（リベルタ出版、1998年）ISBN 4947637498
- （孫崎享・渡辺文夫）『総合的戦略論ハンドブック』（ナカニシヤ出版、2012年）ISBN 4779506786